# لین کوئن
لین کوئن (انگلیسی: Lynn Cohen؛ زادهٔ ۱۰ اوت ۱۹۳۳ – درگذشته ۱۴ فوریه ۲۰۲۰) هنرپیشه اهل ایالات متحده آمریکا بود.

## بخشی از فیلمشناسی
- معمای قتل منهتن (۱۹۹۳)
- وانیا در خیابان چهل و دوم (۱۹۹۴)
- هری ساختارشکن (۱۹۹۷)
- سکس و شهر (۲۰۰۰–۲۰۰۴)
- مأمور ایستگاه (۲۰۰۳)
- مونیخ (۲۰۰۵)
- شکست‌ناپذیر (۲۰۰۶)
- هذیان‌گو (۲۰۰۶)
- از این‌سو تا آن‌سوی دنیا (۲۰۰۷)
- زندگی قبل از چشمان او (۲۰۰۷)
- سپس او مرا یافت (۲۰۰۷)
- فریب (۲۰۰۸)
- سکس و شهر (۲۰۰۸)
- بخش‌گویی، نیویورک (۲۰۰۸)
- چشم عقاب (۲۰۰۸)
- استیتن آیلند (۲۰۰۹)
- یه کمک کوچولو (۲۰۱۰)
- سکس و شهر ۲ (۲۰۱۰)
- مرد اضافی (۲۰۱۰)
- رد دد ریدمپشن (۲۰۱۰)
- عطش مبارزه: اشتعال (۲۰۱۳)
- آن‌ها باهم آمدند (۲۰۱۴)
- پینه‌دوز (۲۰۱۴)
- هفت تکه از زمان (۲۰۱۸)